# Gadžin Han
Gadžin Han (srbskou cyrilicí Гаџин Хан) je město a správní středisko stejnojmenné opštiny v Srbsku v Nišavském okruhu. Nachází se v údolí potoka Kutinska reka v pohoří Suva planina, asi 16 km jihovýchodně od města Niš. V roce 2011 žilo v Gadžině Hanu 1 223 obyvatel, v celé opštině pak 8 389 obyvatel, z nichž naprostou většinu (95,03 %) tvoří Srbové, ale výraznou národnostní menšinu (3,1 % obyvatelstva) též tvoří Romové. Rozloha města je 7,76 km², rozloha opštiny 325 km².
Kromě města Gadžin Han k opštině patří dalších 33 sídel; Čagrovac, Ćelije, Donje Dragovlje, Donji Barbeš, Donji Dušnik, Duga Poljana, Dukat, Gare, Gornje Dragovlje, Gornje Vlase, Gornji Barbeš, Gornji Dušnik, Grkinja, Jagličje, Kaletinac, Koprivnica, Krastavče, Ličje, Mali Krčimir, Mali Vrtop, Marina Kutina, Miljkovac, Novo Selo, Ovsinjinac, Ravna Dubrava, Semče, Sopotnica, Šebet, Taskovići, Toponica, Veliki Krčimir, Veliki Vrtop a Vilandrica.
Většina obyvatel se zabývá zpracovatelským průmyslem, dále pak maloobchodem, velkoobchodem, opravami, konstrukcí a vyučováním.